# Sophie Smith

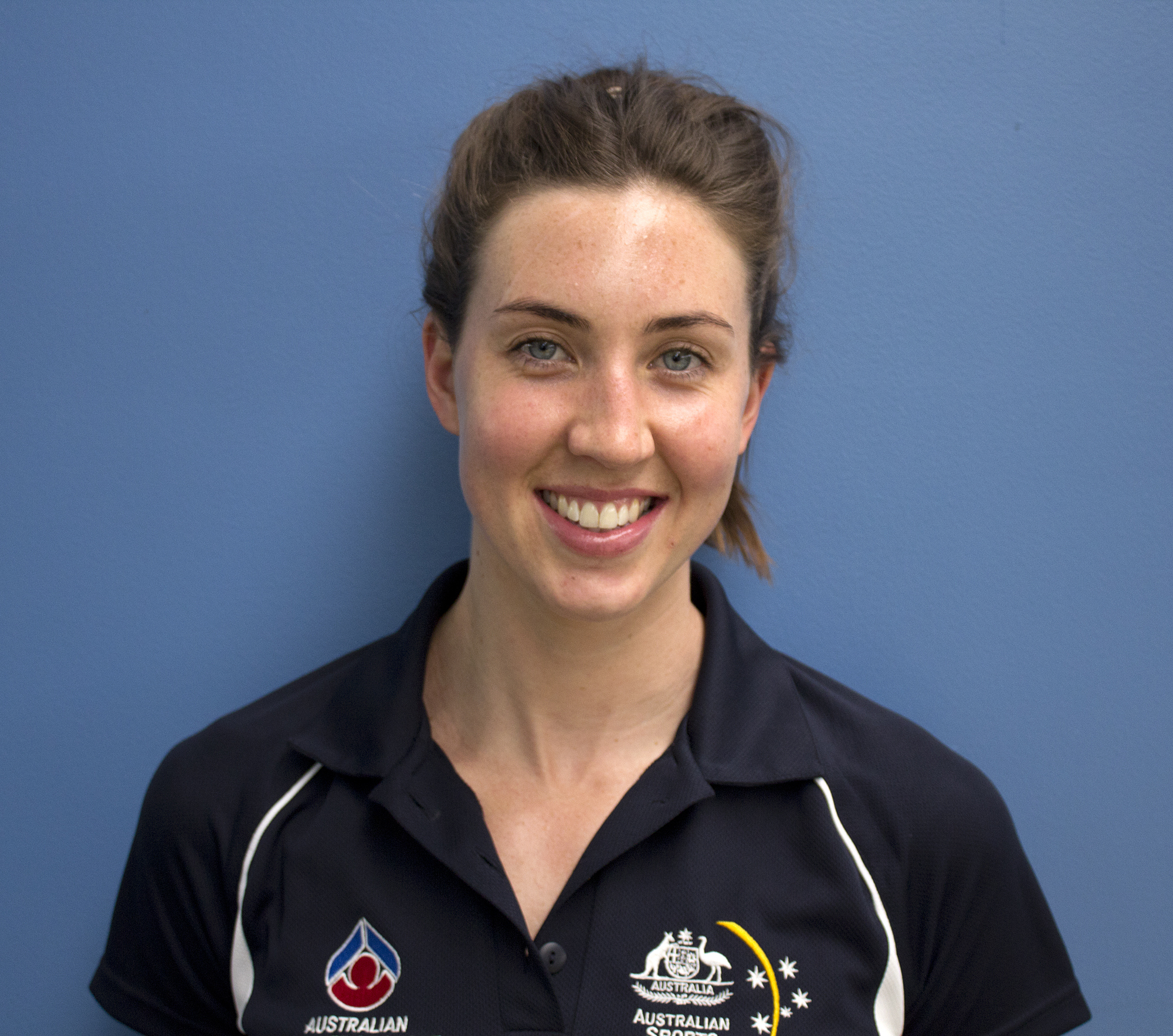
Sophie Smith (2012)

Sophie Elizabeth McCabe Smith (* 26. Februar 1986 in Brisbane) ist eine ehemalige australische Wasserballspielerin. Sie gewann die Bronzemedaille bei den Olympischen Spielen 2012.

## Sportliche Karriere
Die 1,81 m große Sophie Smith spielte als Centerverteidigerin. 2005 gewann Smith mit der australischen Juniorinnen-Nationalmannschaft die Bronzemedaille bei den Juniorenweltmeisterschaften. Im gleichen Jahr debütierte sie auch in der Nationalmannschaft.
Ihr erstes großes internationales Turnier mit der Nationalmannschaft war die Weltmeisterschaft 2009. Dort wurde Smith mit der australischen Mannschaft Sechste, wobei sie ihr einziges Turniertor im Platzierungsspiel gegen Spanien warf. Zwei Jahre später belegten die Australierinnen den fünften Platz bei der Weltmeisterschaft 2011. Beim olympischen Wasserballturnier 2012 in London gewannen die Australierinnen ihre Vorrundengruppe vor den Russinnen und den Italienerinnen. Ihr einziges Tor warf Smith im Vorrundenspiel gegen die britischen Gastgeberinnen. Im Viertelfinale besiegten die Australierinnen die Chinesinnen im Penaltyschießen, nachdem das Spiel nach der Verlängerung 16:16 gestanden hatte. Nachdem die Australierinnen im Halbfinale nach Verlängerung 9:11 gegen das US-Team verloren hatten, mussten sie auch im Spiel um Bronze in die Nachspielzeit. Diesmal gewannen sie mit 13:11 gegen die Ungarinnen. 2014 bestritt Sophie Smith ihr letztes Länderspiel beim 7:5-Sieg gegen das Team aus den Vereinigten Staaten und warf noch einmal ein Tor.
Auf Vereinsebene spielte Sophie Smith 2012 bei den Queensland Breakers in Brisbane.